# Paroectropsis decoratus
Paroectropsis decoratus är en skalbaggsart som beskrevs av Cerda 1954. Paroectropsis decoratus ingår i släktet Paroectropsis och familjen långhorningar. Inga underarter finns listade i Catalogue of Life.